# Doug Raney
Doug Raney est un guitariste américain, né le 29 août 1956 à New York et mort le 1er mai 2016 à Copenhague.

## Biographie
Fils de Jimmy Raney, à l'âge de treize ans, il veut devenir batteur mais il opte rapidement pour la guitare. Il s'intéresse alors tout d'abord aux musiciens de rock et de blues (Muddy Waters, B.B. King), puis s'éveille au jazz à l'écoute de la collection de disques que son père, résidant à Louisville (Kentucky), a laissée à New York. Il découvre Charlie Parker, Bud Powell, Sonny Stitt, Sonny Rollins, Fats Navarro, et étudie leurs œuvres, tout en écoutant aussi Jim Hall, Tal Farlow, Wes Montgomery et… Jimmy Raney.
Il approfondit ses connaissances instrumentales avec Barry Galbraith et fait ses débuts professionnels au Gregory's, un cabaret de Manhattan, en compagnie d'Al Haig. En 1972, son père revient à New York et il travaille sérieusement sa technique avec lui. Trois ans plus tard, il pénètre pour la première fois dans un studio d'enregistrement en tant qu'invité d'une séance d'Al Haig et Jimmy Raney pour la firme Choice. Début 1977, il forme un duo avec son père à l'occasion d'un engagement au Bradley's, à New York, et d'une série de concerts en prélude à une tournée européenne.
À Copenhague, il signe son premier album sous son nom avec Duke Jordan (p), Hugo Rasmussen (b), et Billy Hart (dm). Il s'installe ensuite au Danemark où il joue et enregistre avec, entre autres, Horace Parlan (1978), Chet Baker (avec qui il a effectué une tournée en France et en Italie, 1979) et le saxophoniste Bernt Rosengren (1983). Il a réalisé avec son père des albums en duo qui sont de petites merveilles d'entente musicale et de swing raffiné.
Doug Raney est un fin mélodiste, au sens harmonique aigu, aux improvisations pleines de lyrisme et d'élégance. Son phrasé est impeccablement articulé et sa sonorité d'une belle plénitude. Dans son rôle de rythmicien, il savait subtilement mettre en valeur les intentions de ceux qu'il accompagne et stimuler leur inspiration.

## Discographie en leader
- Introducing Doug Raney, 1977
- Cuttin' Loose, 1978
- Listen, 1980
- Meeting The Tenors, 1983
- Lazy Bird, 1984
- Guitar, Guitar, Guitar, 1985
- Quintet, 1988
- Something's Up, 1988

## Discographie Doug Raney Quintet
- I'll Close My Eyes, 1982

## Discographie Doug Raney Quartet
- Blue and White, 1984
- Blues On A Par, 1993
- Raney '96, 1996

## Discographie Doug Raney Trio
- The Backbeat, 1997
- You Go To My Head, 1998

## Discographie Duo Jimmy Raney & Doug Raney
- Stolen moments 1979 StepeelChase SCS 1118 (with Michael Moore bass and Billy Hart Drums)
- Duets, 1979
- Nardis, 1983